# 恩田文舟
恩田 文舟（おんだ ぶんしゅう、文久元年10月6日〈1861年11月8日〉 - 没年不明）とは、明治時代の画家。

## 来歴
本名は恩田幹延、文舟と号す。『第二回内国絵画共進会　出品人略譜』（明治17年〈1884年〉刊行）によれば歌川芳延の門人、恩田定次郎という人物の息子で東京府浅草区浅草聖天町に住む。明治15年の内国絵画共進会に「人物」と「龍」、第二回内国絵画共進会に恩田文舟の名で「人物」と「虎」を出品している。没年は不明だが『新撰年中重宝記』（明治27年〈1894年〉刊行）の「古今書画人名便覧」には、「現今各派画家」に「宮城　恩田文舟」とあり、少なくともこの頃まで存命で宮城県に住んでいたのが知られる。なお明治6年（1873年）建立の一勇斎歌川先生墓表には「芳延社中」として「文延」の名がみられるが、これが同一人かといわれている。